# Walter Model
Pour les articles homonymes, voir Model.
Walter Model est un Generalfeldmarschall allemand de la Seconde Guerre mondiale, né le 24 janvier 1891 à Genthin (province de Saxe) et mort par suicide le 21 avril 1945 dans les bois près de Ratingen (Allemagne).
Il est connu pour son rôle dans les batailles défensives de la deuxième moitié de la guerre, essentiellement sur le front de l'Est mais également sur celui de l’Ouest et pour son engagement inconditionnel auprès d'Adolf Hitler et du national-socialisme. Il est considéré comme le meilleur tacticien défensif de la Wehrmacht.

## Jeunesse
Model ayant décidé de brûler tous ses documents personnels à la fin de la Seconde Guerre mondiale, on sait peu de choses sur sa jeunesse. Fils d'un professeur de musique de Genthin dans la région de Saxe prussienne de l'Empire allemand, il appartient à une famille non-militaire de la classe moyenne inférieure. Il est admis à l'école des cadets (Kriegsschule) de Neisse en 1908 où il se révèle un élève moyen et devient lieutenant dans le 52e régiment d'infanterie (pl) en 1910. Il se fait peu d'amis parmi ses collègues officiers et se fait rapidement connaître par son ambition, son entrain et son franc-parler, des caractéristiques qui sont restées les siennes tout au long de sa carrière.

## Première Guerre mondiale
Pendant la Première Guerre mondiale, le 52e régiment d'infanterie fait partie de la 5e division qui sert sur le front de l'Ouest. Model commence la guerre en tant qu'officier-adjoint du 1er bataillon de ce régiment. En mai 1915, il est gravement blessé près d'Arras : il obtient la croix de fer de 1re classe en octobre 1915. Ses actions attirent l'attention du commandement qui, malgré des doutes concernant ce « subordonné pénible », recommande Model pour un poste à l'état-major de l’armée, où il se retrouve affecté. En conséquence, Model participe uniquement au début de la bataille de Verdun et évite le carnage de la bataille de la Somme dans laquelle son unité est engagée,.
Model reste quelque temps à l'état-major avant de revenir comme officier-adjoint dans la 10e brigade d'infanterie de la 5e division puis comme commandant de compagnie dans la 52e division d'infanterie et le 8e régiment de grenadiers. Il est promu capitaine en novembre 1917.
En 1918, il est assigné à l'état-major de la division de réserve « Ersatz » qui participe à l'offensive du Printemps. Il termine la guerre au sein de la 36e division de réserve.

## Entre-deux-guerres
À la fin de la guerre, Model a acquis une réputation d'officier efficace avec un grand potentiel. Dès le début de sa carrière militaire, il écrit un livre sur le général prussien August Neidhardt von Gneisenau. Il est alors repéré par Hans von Seeckt, le chef de la nouvelle Reichswehr, durant son passage à l'état-major et est fortement recommandé par le major-général Franz von Rantau de la 36e division de réserve. Il n'est donc pas surprenant qu'il ait été l'un des 4 000 officiers à demeurer au sein de la Reichswehr. Model se tient à l'écart de la politique dans la période chaotique qui suit la création de la république de Weimar même s'il est impliqué, en tant qu'officier de l'armée, dans la répression sanglante d'un soulèvement communiste dans la Ruhr en 1920.
L'année suivante, il épouse Herta Huyssen avec qui il a trois enfants, Christa, Hella et Hansgeorg. Model a toujours détesté les récits de guerre et n'a jamais parlé de politique ou de guerre avec son épouse.
En 1925, Model est assigné à la 3e division d'infanterie mécanisée, une unité d'élite de la Reichswehr largement impliquée dans les innovations tactiques et technologiques de cette période. À partir de 1928, il enseigne les tactiques et l'histoire militaire aux jeunes officiers de l'état-major et en 1930, fort de cette expérience, il est transféré au département d'entraînement des forces armées. Il devient alors connu pour son soutien enthousiaste à la modernisation de l'armée mais également pour son manque complet de tact. Après être devenu général de brigade en 1938, il organise un test du canon Mörser de 210 mm sur une maquette des fortifications tchécoslovaques qui n'impressionne pas Hitler. Comme de nombreux officiers de l'époque, Model se montre favorable au nazisme. À Berlin, il entre en contact avec des membres influents du régime nazi dont Joseph Goebbels et Albert Speer avec qui il reste en relations étroites durant la guerre.

## Seconde Guerre mondiale
Model passe la première année de la Seconde Guerre mondiale en tant que chef d'état-major, d'abord du IV. Armee-Korps durant la campagne de Pologne puis de la 16e armée lors de la bataille de France. Il est promu Generalleutnant en avril 1940 et est affecté à la tête de la 3e Panzerdivision en novembre. Il commence immédiatement par ignorer toutes les formalités du commandement, ce qui le rend populaire parmi ses hommes mais exaspère son état-major qui doit souvent ranger le désordre qu'il laisse derrière lui. Il met également en place un programme d'entraînement à la combinaison des armes dans lequel ses unités doivent être assemblées en groupements tactiques sans liens avec leur corps d'appartenance : les tankistes doivent s'entraîner avec l'infanterie, le génie avec les unités de reconnaissance et ainsi de suite. Model anticipe en cela le principe de Kampfgruppe, organisation de combat qui devient couramment utilisée à partir de 1943.

### Invasion de l'Union soviétique

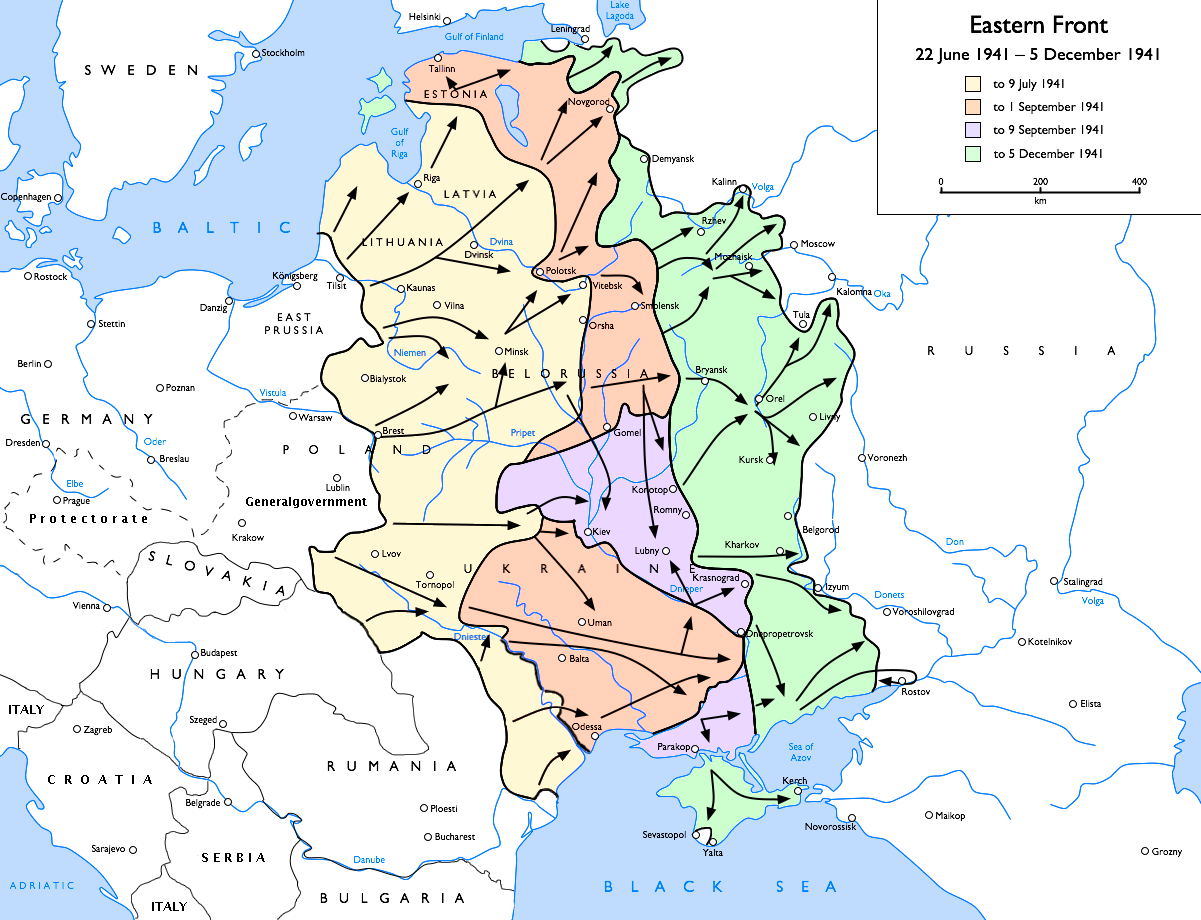
Avancées allemande durant l' de juin 1941- à décembre 1941.

Pour l'opération Barbarossa, la 3e Panzerdivision est affectée dans le XXIV. Panzer-Korps du Panzergruppe 2 de Heinz Guderian. L'offensive commence le 22 juin 1941 et Guderian presse ses unités de progresser le plus rapidement possible dans le territoire soviétique, ce qui convient parfaitement à Model. Pressé de contrôler le pont de Koden, sur le Bug, il lance ses unités une demi-heure avant le début des opérations. Le 4 juillet, ses avant-gardes atteignent le Dniepr, un exploit qui lui vaut la croix de chevalier de la croix de fer. La traversée du fleuve se révèle cependant plus difficile, l'Armée rouge s'étant retranchée de l'autre côté. Les premières tentatives sont repoussées par la 21e armée soviétique et ce n'est que le 10 juillet que les Allemands sont en mesure de traverser en force. Pour cette opération, Model réorganise son commandement en trois groupes : une force d'infanterie qui franchirait le fleuve pour établir une tête de pont, un groupe blindé qui exploiterait la tête de pont pour poursuivre l'avancée et une formation de soutien regroupant presque toutes les pièces d'artillerie. Le plan se déroule à merveille et la traversée est rapidement réalisée sans pertes excessives. Durant les deux semaines qui suivent, Model repousse les offensives soviétiques contre ses flancs et reçoit le soutien de la 1re division de cavalerie qui, avec la 3e division de panzers, forme le « Gruppe Model » ; il lance ensuite une attaque contre les troupes soviétiques massées près de Roslavl.
Après la chute de Smolensk en août 1941, Hitler remet en cause l'avancée sur Moscou et ordonne à l'armée de Guderian de s'orienter vers le sud et d'entrer en Ukraine. L'encerclement des forces soviétiques défendant Kiev et menaçant les flancs allemands constitue alors l'objectif principal de ces manœuvres en Ukraine. La 3e division de panzers est à nouveau à la pointe de l'offensive et du 24 août au 14 septembre 1941, Model réalise une progression fulgurante de 275 km sur l'arrière du front du Sud-Ouest soviétique et imprime dans l'esprit de ses hommes que la vitesse constitue l'élément le plus important de l'offensive. La manœuvre permet de rallier la 16e division de panzers du groupe d'armées Sud à Lokhvytsia fermant ainsi la poche où se trouvent plus de 500 000 soldats soviétiques,
Au début de l'opération Barbarossa, Model a surmené ses hommes et parvient ainsi à atteindre le rythme de progression rapide demandé par Guderian. Il prend de gros risques puisqu'à un moment, la 3e division ne compte plus que dix chars opérationnels mais son audace et son habileté tactique ainsi que l'incompétence de ses adversaires ont produit des résultats spectaculaires.

### Moscou

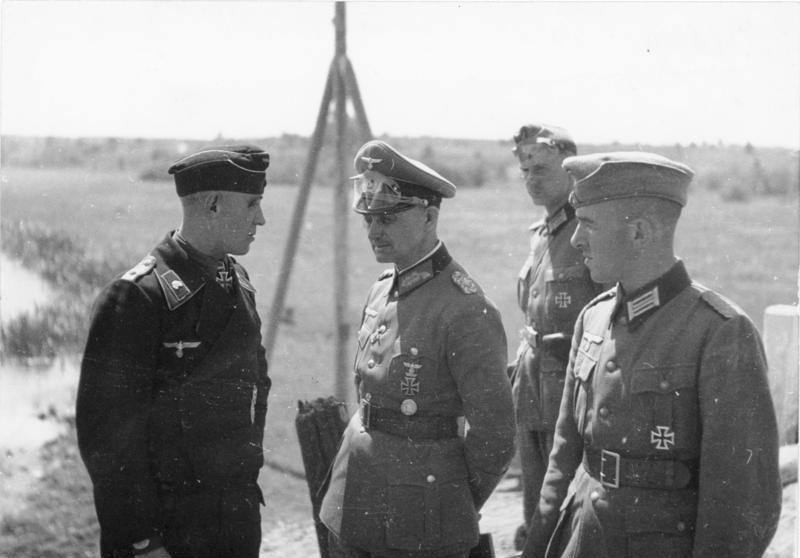
Model (au centre) discute avec l’Oberleutnant (lieutenant) Ernst-Georg Buchterkirch (en uniforme sombre des Panzertruppen). Russie, juillet 1941.

Peu après Model est promu General der Panzertruppe et reçoit le commandement du 41e corps blindé qui participe à l'opération Typhon visant à prendre Moscou. L'attaque avait commencé le 2 octobre 1941 et Model arrive à sa nouvelle affectation le 14 novembre 1941 au milieu de la bataille.
Le corps, faisant partie du Panzergruppe 3 du général Georg-Hans Reinhardt, se trouve alors à Kalinine à 160 km au nord-ouest de Moscou. L'unité est épuisée et les lignes de ravitaillement sont tellement tendues que Model, promu le 28 octobre, met deux semaines pour rejoindre Kalinine. Même si le froid commence à entraver l'offensive allemande, le moral des hommes est élevé et entretenu par la perspective de prendre Moscou. Model se démène comme un diable et se rend fréquemment sur le front pour encourager ses hommes à fournir l'effort final ; il ignore complètement les subtilités du protocole et de la chaîne de commandement et laisse généralement son état-major régler hâtivement les détails. Le 5 décembre, la 6e division de panzers arriva à Iohnca à seulement 22 km du Kremlin. L'avancée allemande est néanmoins stoppée car les températures descendant jusqu'à −40 °C font geler l'essence et les armes.
Quelques jours après l'arrêt de l'offensive allemande, les fronts soviétiques de Kalinine, de l'Ouest et du Sud-Ouest lancent une contre-offensive massive visant à repousser le groupe d'armées Centre. L'attaque fut particulièrement violente contre le Panzergruppe 3 qui fait partie des unités les plus avancées. Après trois semaines de combats confus et féroces, Reinhardt parvient à sortir ses troupes d'un possible encerclement et à se replier derrière la Lama (en). Chargé de couvrir la retraite, le style de commandement dur voire brutal de Model est efficace pour empêcher la panique de se propager dans les unités allemandes. À plusieurs occasions, il restaure l'ordre aux intersections bloquées en sortant un pistolet, malmenant puis réconfortant les hommes placés sous ses ordres ; la retraite ne se transforma pas en déroute.
Durant cette période, Model note que les attaques soviétiques, souvent des assauts frontaux mal coordonnés, se révèlent plus efficaces quand les Allemands adoptent une défense par points forts plutôt qu'une ligne continue. De plus, la logistique soviétique se montre encore incapable de soutenir une progression rapide ; par conséquent, même si le front est percé, cela n'est pas automatiquement une catastrophe. Il ordonne donc à ses hommes de se disperser et il crée de petits corps mécanisés capables de repousser toute percée. Ses tactiques se révèlent efficaces, bien que coûteuses en hommes et à la fin de l'année 1941, la 6e division de panzers ne compte plus que 1 000 hommes en intégrant les unités de combat, de ravitaillement et l'état-major. Il continue à défendre l'utilisation de tactiques similaires tout au long de la guerre.

### Rjev
La résistance de Model sur ce front n'est pas passée inaperçue et en janvier 1942, il est placé à la tête de la 9e armée occupant le saillant de Rjev malgré la présence d'au moins quinze commandants plus expérimentés dans le seul groupe d'armées Centre. Juste avant son départ pour le front, le nouveau commandant de l'armée a eu de longs échanges avec Hitler et Franz Halder. Ils lui font bien comprendre que la plus grande fermeté serait nécessaire pour empêcher la destruction de l'armée et sa véhémence en retour avait tellement impressionné qu'après le départ de Model, Hitler remarque : « Avez-vous vu cet œil ? J'ai confiance en sa capacité à le faire mais je ne voudrais pas servir sous ses ordres ».
Lorsque Model prend le commandement, son secteur est dévasté : le front de Kalinine a percé les lignes allemandes et menaçait la voie ferrée Moscou-Smolensk, la principale voie de ravitaillement du groupe d'armées Centre. Malgré les risques, il se rend compte que les attaquants sont eux-mêmes en position délicate. Selon une anecdote connue au sujet de son arrivée à l'état-major à Sytchiovka le 18 janvier, il entre en trombe et sans cérémonie dans la salle des opérations, examine la carte tout en nettoyant son monocle avant d'annoncer que la situation de l'armée est « plutôt bordélique ». Lorsque le lieutenant-colonel Edmund Blaurock l'informe que son plan actuel se limite à maintenir les Soviétiques à l'écart de la voie ferrée, Model demande une contre-attaque dont l'objectif est de « frapper le flanc russe et d'étrangler l'ennemi ». Lorsque Blaurock lui demande inquiet ce qu'il a apporté comme renfort pour cette opération, Model le regarde durement et lui répond : « Moi-même » avant d'exploser de rire. Model lance une contre-offensive immédiate qui permet d'encercler la 39e armée soviétique. Dans les violents combats qui suivent, il repousse de multiples attaques soviétiques visant à secourir les encerclés. Les poches sont ensuite lentement vaincues dans une série d'opérations qui s'achèvent en juillet. Pour ce succès, Model reçoit la croix de chevalier de la croix de fer avec feuilles de chêne.
Ayant reformé le front de la 9e armée, Model prend ses dispositions à le tenir. Sa doctrine défensive, qui combinait la pensée conventionnelle avec ses propres innovations tactiques, est basée sur les principes suivants :
- des renseignements actualisés basés sur les sources du front et la reconnaissance plutôt que sur les rapports rédigés par les analystes de l'arrière.
- une ligne de front continue quelle que soit sa profondeur ; une conception opposée aux standards allemands qui demandaient alors la création d'avant-postes et les principales unités à l'arrière ;
- des réserves tactiques pour empêcher toute percée imminente ; en pratique, cela revenait à disperser les blindés en petites unités sur le front pour soutenir l'infanterie plutôt qu'en une force de frappe importante ;
- un commandement centralisé de l'artillerie ; depuis la fin de la Première Guerre mondiale, l'artillerie divisionnaire allemande est répartie dans les régiments, ce qui rend plus difficile la concentration de la puissance de feu sur un point précis ; Model réorganise son artillerie en bataillons spéciaux sous le commandement direct des commandants de division et de corps armée ;
- de multiples lignes de défense pour retarder l'avancée ennemie ; Hitler a cependant interdit la construction de lignes successives en affirmant que les soldats seraient tentés d'abandonner leur ligne pour se replier ; Model ignora simplement l'ordre.

Avec ces tactiques, il défend avec succès son front en 1942 et en 1943 malgré le transfert de troupes et de véhicules pour les affrontements plus au sud. Il repousse plusieurs offensives majeures soviétiques dont l'opération Mars, qualifiée de plus grave défaite du maréchal Gueorgui Joukov,. Ces réussites renforcent la réputation de « lion de la défense » de Model.
La 9e armée finit par évacuer le saillant au cours de l'opération Büffel en mars 1943 pour raccourcir la ligne de front. Avant de se retirer de vastes campagnes anti-partisans sont menées dans la région qui constitue l'une des zones où les partisans étaient les plus actifs et près de 3 000 Soviétiques furent tués. Le retrait dure deux semaines et malgré la présence de 300 000 soldats, 100 chars et 400 canons, il se déroule en bon ordre et avec des pertes limitées. Model ordonne personnellement l'application d'une impitoyable politique de la terre brûlée comprenant la déportation de tous les civils de sexe masculin, l'empoisonnement des puits et la destruction d'une vingtaine de villages. Le même mois, il reçoit la croix de chevalier de la croix de fer avec feuilles de chêne et glaives et la 9e armée reçoit l'ordre de se déployer à Orel.

### Koursk et Orel

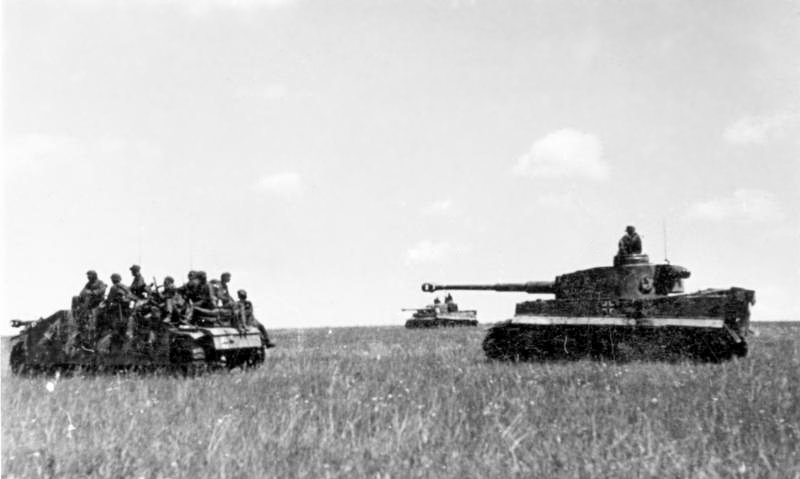
Blindés allemands durant la bataille de Koursk (été 1943).

À partir du 5 juillet 1943, Model participe à l'opération Citadelle en tant que commandant des troupes allemandes contre le flanc nord du saillant de Koursk. Cette opération a fait l'objet de nombreux débats au sein de l'état-major allemand. Kluge et Manstein, commandant respectivement les groupes d'armées Centre et Sud, ont initialement demandé que le saillant soit attaqué dès le mois de mai avant que les Soviétiques n'aient le temps de se retrancher. D'autres, dont Guderian, considèrent qu'une attaque peut se révéler inutile et estiment préférable d'attendre que les Soviétiques attaquent pour mieux les vaincre ensuite. Model se montre également sceptique sur l'efficacité d'une attaque car le front central de Rokossovski est alors solidement retranché et dispose d'une supériorité numérique de deux contre un en termes d'hommes, de chars et de pièces d'artillerie. Plutôt que de proposer une annulation pure et simple de l'offensive, il suggère qu'elle soit retardée jusqu'à ce qu'il dispose de renforts, en particulier de nouveaux blindés Panther et Ferdinand.
La véritable opinion de Model concernant le lancement de l'opération est en fait inconnue : Manstein a pris sa déclaration pour argent comptant tandis que Guderian affirme que Model était catégoriquement opposé à une attaque. Une interprétation a été également proposée affirmant que Model voulait saborder l'opération en retardant son lancement, espérant ainsi un passage à l'action des Soviétiques en premier lieu,.
L'assaut de Model est un échec car ses troupes se trouvent rapidement bloquées devant l'important dispositif défensif soviétique. S'il a espéré prendre l'avantage en attendant des renforts, il a commis une grave erreur car la puissance soviétique dans la zone s'est renforcée bien plus vite que la sienne. De même, son plan d'attaque s'avère défaillant. En effet, ne disposant pas d’autant d'artillerie et de blindés que Manstein au sud, il craint que les profondes défenses soviétiques ne bloquent une éventuelle attaque blindée massive qui représente la base de la tactique du Blitzkrieg ; il décide alors d'employer son infanterie pour percer la ligne de Rokossovski avant de lancer ses unités blindées. Cette option se révèle être un échec car les Allemands subissent de lourdes pertes pour ne progresser que de 12 km en sept jours : leur percée est loin d’être décisive. Model décide alors d’engager tous ses blindés dans le combat mais il ne fait qu'accroître ses pertes. À sa décharge, les Soviétiques ont déployé la plus grande partie de leurs forces au nord face à ses positions et le secteur se trouve ainsi lourdement défendu : Rokossovsky avait correctement anticipé le lieu de l'attaque. L'utilisation de l'infanterie par Model entraîne toutefois des pertes en blindées plus faibles que celles que subit Manstein dans son secteur.
Avant la bataille de Koursk, Model avait anticipé une possible attaque soviétique contre le saillant d'Orel et avait entrepris — sans en informer le commandement suprême — d'importants travaux défensifs à cet effet. À la suite de l'immobilisation des troupes allemandes dans le saillant de Koursk, les Soviétiques lancent l'opération Koutouzov le 12 juillet 1943 avec le front central de Rokossovsky mais également avec les fronts de Bryansk et de l'Ouest. Pour cet affrontement, Model est placé à la tête de la 2e armée de panzers en plus d'être à celle de la 9e armée. La supériorité soviétique est telle que la Stavka estime qu'il ne faudra que 48 heures pour rejoindre Orel et diviser les forces allemandes en trois groupes. Mais la bataille est déjà engagée depuis trois semaines quand, le 26 juillet, Hitler décide enfin d'évacuer le saillant ; anticipant une telle évacuation, Model avait ordonné la construction d'une ligne sur la Desna, à la base du saillant. Cette anticipation de décision est le prétexte d’une vive altercation avec Hitler qui refusait initialement tout repli. En définitive, les pertes allemandes sont lourdes : la 2e armée de panzers et la 9e armée perdent 21 000 hommes entre le 1er et le 11 juillet ; 62 000 autres s'ajoutent entre le 11 et le 31 juillet, soit plus de 80 000 sur l'ensemble du mois. Néanmoins, Model a infligé de sévères pertes aux unités soviétiques et évité la destruction totale de ses propres troupes,. Sa réputation parvient ainsi à survivre à l'échec de l'opération Citadelle.
Après la perte d'Orel, Model replie ses unités sur le Dniepr alors que les Soviétiques lancent une offensive générale entre Smolensk au nord à Rostov au sud. Il est relevé de son commandement de la 9e armée à la fin septembre et retourne passer trois mois auprès de sa famille à Dresde.

### Estonie

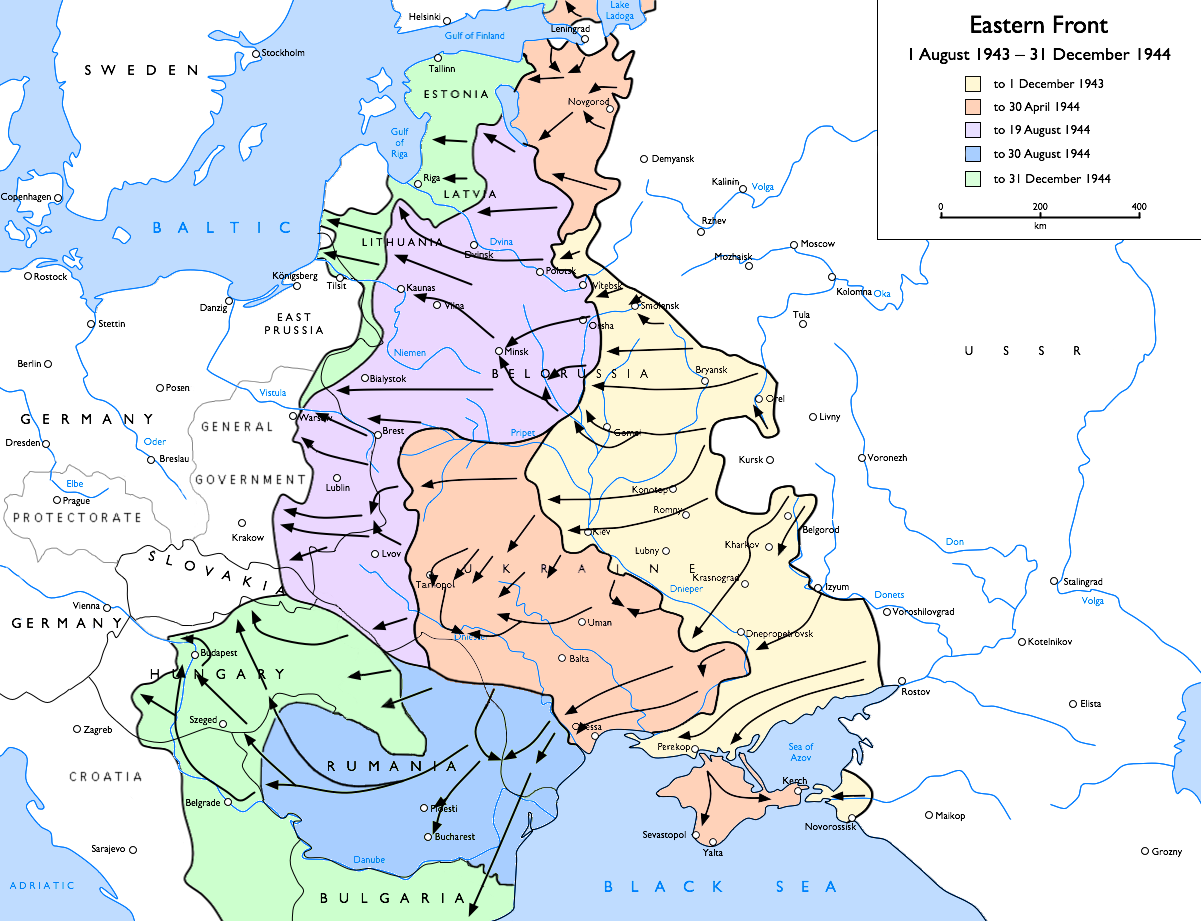
Avancées soviétiques sur le front de l'Est d'août 1943 à décembre 1944.

Le « limogeage » de Model ne signifie pas qu'il a perdu la confiance d'Hitler : il semble en fait qu'il l'ait gagnée car le Führer souhaite l'avoir à sa disposition pour être en mesure de l'affecter aux situations les plus graves. Le 29 janvier 1944, il est ainsi dépêché en urgence à la tête du groupe d'armées Nord. Deux semaines plus tôt, les fronts de Volkhov, de Léningrad et de Bryansk ont dégagé la ville de Léningrad assiégée depuis plus de deux ans par les Allemands. La situation est alors désespérée car, d’une part, les lignes de deux des trois corps de la 18e armée sont éventrées sous le choc des offensives soviétiques et, d’autre part, les communications avec le 3e corps blindé SS défendant Narva sont perdues.
Le précédent commandant du groupe d'armées, Georg von Küchler, a demandé la permission de se replier sur la ligne Panther-Wotan en Estonie qui n'est cependant pas encore achevée. Model met un terme immédiat à toutes ces discussions et institue une nouvelle doctrine défensive qu'il qualifie de Schild und Schwert (« Bouclier et Épée »). Sous cette doctrine, tout repli ne doit être que temporaire et servir à rassembler des réserves pour lancer une contre-attaque immédiate afin de repousser les Soviétiques et soulager d'autres zones du front. Ces déclarations offensives remportent l'approbation d'Hitler et de l'OKH qui ne disposent cependant d'aucune réserve à lui fournir mais demeurent déterminés à ne pas céder de terrains. Les historiens sont en désaccord au sujet de leur signification. Certains avancent que la doctrine « Bouclier et Épée » constitue une invention d'Hitler mais d'autres affirment qu'il s'agit d'un stratagème de Model destiné à dissimuler sa véritable intention, se replier sur la ligne Panther-Wotan.
La perte « temporaire » de territoires soviétiques devient rapidement permanente car Model organise un repli organisé sur la ligne Panther-Wotan. Il délègue la gestion du front de Narva à Otto Sponheimer pour se concentrer sur le repli de la 18e armée. Sans l'approbation de l'OKH, il construit une série de lignes défensives pour couvrir sa retraite qui permettent d'infliger de lourdes pertes aux Soviétiques.
La retraite est achevée en mars 1944. Ses forces sont globalement épargnées mais les combats violents et les contre-attaques ont coûté la vie à plus de 10 000 soldats allemands. Ces opérations permettent rarement de reprendre le terrain perdu mais elles ralentissent la progression soviétique et permettent à Model de replier ses forces. Elles lui permettent également de dire à Hitler que ses unités restent dans une approche agressive du combat même si le front se déplaçait progressivement vers l'ouest.
Le 1er mars, Model est promu Generalfeldmarschall et il est alors le plus jeune officier à ce grade. Son ascension fulgurante de colonel à maréchal ne lui avait pris que six ans.

### Ukraine et Pologne

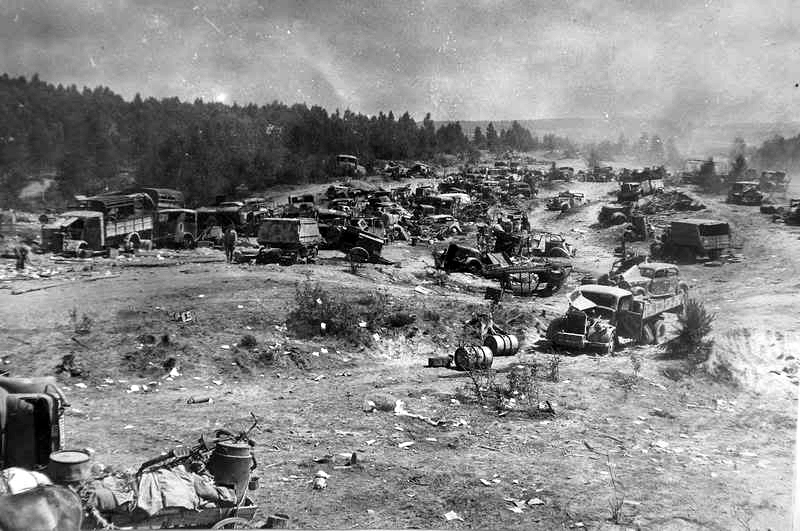
Véhicules de la 9e armée allemande abandonnés durant la retraite en Biélorussie, juillet 1944.

Le 30 mars 1944, Model est nommé au commandement du groupe d'armées Ukraine du Nord en Galicie qui se replie alors sous la poussée inexorable du premier front ukrainien de Joukov. Il remplace à ce poste von Manstein, qui a perdu les faveurs d'Hitler car malgré ses victoires, le Führer souhaite à ce poste un général inflexible en défense. Model entre rapidement en conflit avec les collaborateurs de von Manstein, en particulier Hermann Balck et Friedrich Wilhelm von Mellenthin du 48e corps de panzers. Comme leur ancien commandant, ils favorisent une doctrine de « défense élastique » avec une fine ligne de front et de fortes réserves destinées à repousser toute contre-attaque soviétique et se montrent hostiles aux doctrines de Model qu'il refusent d'appliquer. Model résout le problème en transférant les blindés du 48e corps de panzers au 3e corps de panzers d'Hermann Breith et en laissant Balck et von Mellenthin responsables de quatre faibles divisions d'infanterie sur la ligne de front.
L'avancée de Joukov s'arrête au milieu du mois d'avril 1944 avant que les Allemands ne s'accordent sur la meilleure stratégie défensive à adopter. Le 28 juin 1944, Model fut envoyé au secours du groupe d'armées Centre qui avait été éventré par l'opération Bagration, l'offensive soviétique visant à libérer la Biélorussie. La 9e armée (l'ancienne unité de Model) et la 4e armée sont encerclées et les Soviétiques sur le point de libérer Minsk. Nommé par Hitler commandant du groupe d'armées Centre, son commandement effectif s'exerce à cette date sur les deux tiers de l’Ostheer (l'armée de terre de l’Est).
Arrivé le 28 juin au siège du commandement du groupe d'armée centre, replié à Lida, à 150 kilomètres à l'ouest de Minsk, il prend en charge le commandement des unités placées sous ses ordres une journée avant la date prévue par ses ordres. Ses officiers sont soulagés par la nouvelle de sa nomination, même s'ils ont du mal à le supporter.
Analysant l'attaque soviétique, il préconise de mettre un terme à l'offensive soviétique en utilisant les mêmes données stratégiques que les Soviétiques, pour tenter de les arrêter au moment où ces derniers seront le plus éloignés de leurs lignes de départ.
Malgré la situation catastrophique, Model considère encore possible de tenir Minsk à condition que la 4e armée rompe l'encerclement et que des renforts lui soient accordés pour contre-attaquer. Cependant ces renforts ne pouvaient être obtenus qu'en raccourcissant la ligne de front pour libérer des troupes. Les historiens s'accordent sur le fait que les positions allemandes sur le front étaient perdues quelles que soient les actions entreprises par Model, mais Hitler refuse d'autoriser la 4e armée à rompre l'encerclement ou un repli général avant qu'il ne soit trop tard.
Héritant de soldats paniqués par l'ampleur du choc subi, il organise alors le ratissage des unités débandées, des soldats isolés, regroupés ou non dans les Kommandantur du secteur, les regroupe, les réarme et les renvoie au front; comme toujours, il mobilise tous les moyens à sa disposition pour permettre le rassemblement de 300 000 hommes. Avec ses unités reconstituées, il mène des combats retardateurs sur la Bérézina, puis devant Minsk, mais envisage l'abandon de la poche (qui s'est formée entre-temps) de Minsk à son sort, faute de moyens.
Minsk est libérée par les 1er et 3e fronts biélorusses le 3 juillet 1944 mais Model continue d'espérer pouvoir reformer une ligne de front à l'ouest de la ville avec l'aide d'unités des groupes d'armées Nord et Nord Ukraine,.
Peu de temps auparavant, il propose une retraite sur des positions établies à 90 kilomètres à l'ouest de Minsk puis, après avoir vu Hitler, tente de stabiliser son front en évacuant la Biélorussie, mais devant le refus de Hitler de renforcer son groupe d'armées, organise la retraite de son quartier général à Grodno.
Les forces allemandes malmenées ne se montrent cependant pas à la hauteur de ces espoirs et Model dut abandonner Vilnius et Baranavitchy le 12 juillet.
Au même moment, le 1er front ukrainien (maintenant commandé par Ivan Koniev) et l'aile gauche du 1er front biélorusse lancent une nouvelle offensive contre le groupe d'armées Ukraine du Nord. Dans cette bataille la 1re armée blindée parvient à tenir la ligne de front à l'est de Lvov avec les tactiques défensives de Model mais doit néanmoins se replier quand la 4e armée blindée, affaiblie par les nombreux transferts de troupes au groupe d'armées Centre, se montre incapable de s'opposer aux percées soviétiques.
Model stoppe finalement l'avancée de l'Armée rouge à l'est de Varsovie après que Hitler ait décidé d'engager quatre divisions blindées fraîches et expérimentées, rappelées de Galicie : contre l'avis de Hitler, qui prône la défense rigide organisée autour de 29 places fortes, villes situées à des carrefours de routes, bases de la reconquête future, il choisit de s'engager dans une guerre de mouvement, lance une offensive devant Varsovie, remporte une victoire face à l'Armée rouge, stabilisant ainsi le front de la Vistule jusqu'au mois de janvier 1945. Après avoir stoppé des troupes soviétiques épuisées devant Varsovie, Model participe, avant d'être envoyé sur le front de l'Ouest, à l'élaboration de l'opération Doppelkopf, opération destinée à rétablir le contact terrestre avec la poche allemande formée dans les pays baltes.
Rapidement, à la fin du mois de juillet, il insuffle à ses hommes la volonté de résister face aux troupes soviétiques, axant des discours et ses ordres du jour sur la nécessaire défense du sol allemand et des Allemands de Prusse et des régions orientales du Reich, menacées de ruine si l'Armée Rouge se trouvait un jour en possession de ces régions.
Au cours de l'année 1944, Model commande chacun des trois principaux groupes d'armées sur le front de l'Est et durant une courte période, il commanda simultanément les groupes d'armées Centre et Nord.

### Normandie

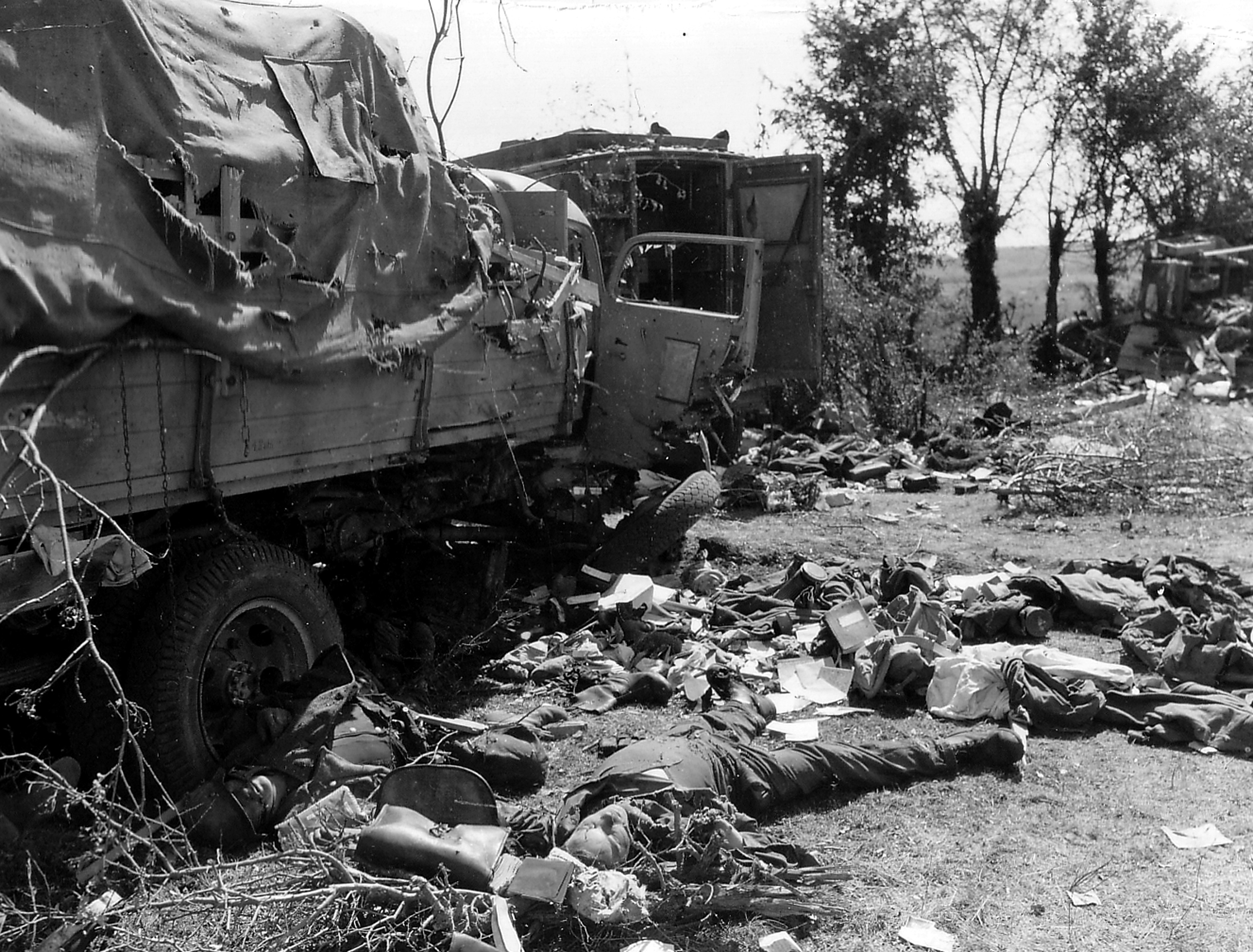
Restes d'une colonne allemande détruite près de Falaise : de nombreux cadavres jonchent le sol (été 1944).

Le 17 août 1944, Model reçoit la croix de chevalier de la croix de fer avec feuilles de chêne, glaives et brillants des mains de Hitler pour avoir stabilisé le front de l'Est. Il se voit immédiatement transféré à l'ouest où il remplace von Kluge en tant que commandant en chef du groupe d'armées B et de l'OB West. Le front de Normandie s'est effondré après deux mois de résistance acharnée et la 3e armée américaine progresse rapidement vers la Seine en isolant de nombreuses unités allemandes dans la poche de Falaise.
Model décide initialement de défendre la poche, mais change rapidement d'avis et convainc Hitler d'autoriser le repli immédiat de la 7e armée et de la 5e armée de panzers, quelque chose que von Kluge, avec sa faible influence politique, s'était montré incapable d'obtenir. Il parvient ainsi à évacuer une proportion importante de ses troupes en devant néanmoins abandonner la quasi-totalité des blindés et de l'artillerie. Lorsqu'Hitler demande que Paris soit défendu, Model répond qu'il ne peut le faire qu'avec 200 000 hommes et plusieurs divisions de blindés ; cela a été qualifié de naïveté par certains et de négociation habile par d'autres. Les renforts ne sont cependant pas disponibles et Paris est libéré le 25 août. Model organise alors le repli sur la frontière allemande des unités qu'il commande.
Au début du mois de septembre 1944, Model jugea la supervision du groupe d'armées B et de l'OB West de plus en plus difficile, notamment du fait de la supériorité aérienne alliée. Il se montre donc satisfait de céder le commandement de l'OB West au maréchal Gerd von Rundstedt. Il reste cependant à la tête du groupe d'armées B jusqu'à sa dissolution en avril 1945.

### Retraite en Allemagne

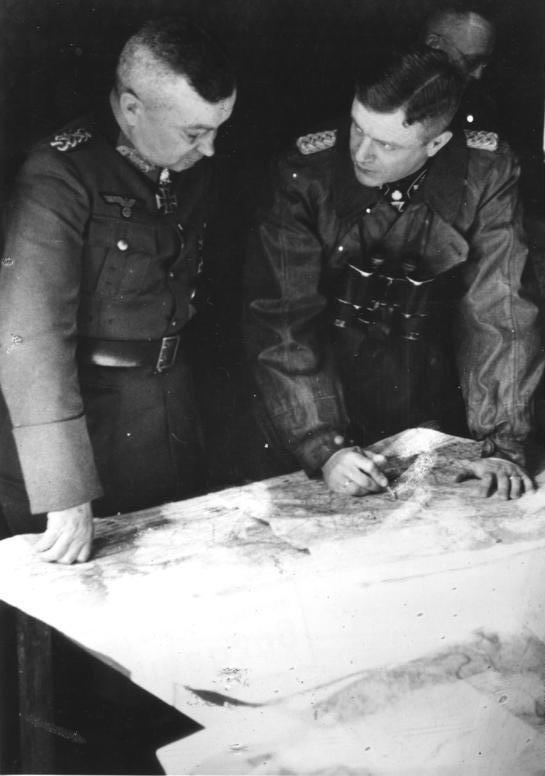
Model (à gauche) avec le général Harmel des troupes blindées des Waffen-SS, Pays-Bas, septembre 1944.

Après la débâcle de Normandie, Model établit son état-major à Oosterbeek près d'Arnhem dans les Pays-Bas où il entreprend la reconstruction du groupe d'armées B. Le 17 septembre, il voit son déjeuner interrompu par le parachutage de la 1re division aéroportée britannique au-dessus de la ville. Dans le cadre de l'opération Market Garden, les Alliés tentent de s'emparer des ponts sur le Rhin inférieur, la Meuse et la Waal. Model se trompe dans son appréciation, croyant initialement qu'il s'agit d'un simple coup de main lancé pour le capturer. Devant l'ampleur de l'opération, il modifie rapidement son appréciation de la situation.
Lorsque Model comprend l'objectif réel des Alliés, il donne l'ordre à ce qui restait du 2e corps blindé SS d'entrer en action. Même si elle a perdu sa force de frappe, cette formation de vétérans représente tout de même une menace mortelle pour les parachutistes dépourvus de moyens anti-chars. La 9e division blindée attaque les Britanniques à Arnhem tandis que la 10e se déploie au Sud pour défendre le pont de Nimègue.
Model considère que la situation ne représente pas uniquement une menace mais également une opportunité pour contre-attaquer et chasser les Alliés du sud des Pays-Bas. À cette fin, il interdit au général Wilhelm Bittrich et au lieutenant-général Heinz Harmel, commandant respectivement le 2e corps blindé SS et la 10e division blindée SS, de détruire le pont de Nimègue. À l'exception de cette erreur tactique, les historiens considèrent que Model a été un excellent commandant qui inflige à cette occasion une sévère défaite aux Alliés. Le pont d'Arnhem reste sous contrôle allemand et la destruction de la 1re division aéroportée britannique ruine les espoirs alliés d'établir une tête de pont du côté oriental du Rhin avant la fin de l'année.
Arnhem redonne confiance à Model après la débâcle de Normandie. De septembre à décembre, il s'oppose au 12e groupe d'armées américain du général Omar Bradley dont il arrête la progression dans la forêt de Hürtgen et à Aix-la-Chapelle. Même s'il intervient moins dans les mouvements au jour le jour de ses unités qu'à Arnhem, il suit précisément la situation et inflige de lourdes pertes aux Alliés en exploitant l'avantage des fortifications résiduelles de la ligne Siegfried.
La 1re armée américaine perd au moins 33 000 hommes de causes militaires ou non dans la forêt de Hürtgen ; les pertes allemandes sont alors comprises entre 12 000 et 16 000 hommes hors de combat. Après de lourdes pertes, la 9e armée américaine prend Aix-la-Chapelle le 22 octobre 1944. Sa progression en direction de la Roer se révèle tout aussi difficile et elle ne parvient pas à franchir la rivière ou à prendre le contrôle de ses barrages. La bataille de Hürtgen est ainsi si coûteuse qu'elle a été qualifiée de « défaite de premier ordre » pour les Alliés et Model y joue un rôle décisif,,.

### OpérationWacht am Rhein

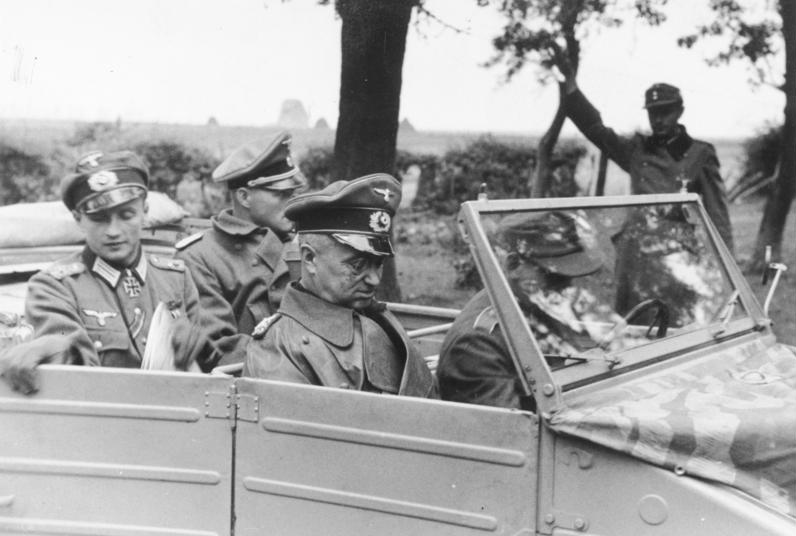
Walter Model (à l'avant, côté passager, tête baissée) aux Pays-Bas en septembre 1944.

Après la fin de l'opération Market Garden, Hitler prend la décision de lancer une offensive à l'Ouest destinée à prendre les Alliés occidentaux par surprise. L'objectif est de percer le front allié et de reprendre Anvers. Cette opération de nom de code Wacht am Rhein (« Garde au Rhin ») doit permettre de neutraliser les Américains et les Britanniques pour pouvoir concentrer les troupes contre l'Union soviétique.
Model, ainsi que les autres commandants impliqués, considèrent que l'opération n'a aucune chance de réussir compte tenu des ressources disponibles à la fin de l'année 1944. Dans le même temps, von Rundstedt et lui savent qu'une tactique purement défensive, comme celle menée depuis la retraite de Normandie, ne peut que retarder la défaite allemande. Model prépare donc une offensive moins ambitieuse appelée Herbstnebel qui, même si elle ne prévoit pas le franchissement de la Meuse, doit permettre d'infliger une lourde défaite aux Alliés. Un plan similaire a été développé par von Rundstedt et les deux maréchaux combinent leurs plans pour présenter cette « petite solution » à Hitler. Ce dernier refuse la proposition et valide le lancement de la « grande solution » visant Anvers,,.
Pour cette opération, Model dispose des 5e et 6e armées blindées ainsi que de la 7e armée qui rassemblent alors une douzaine de divisions de panzers et représentent à ce moment du conflit les dernières réserves stratégiques du Troisième Reich. Malgré ses doutes, Model se lance dans cette mission avec son énergie habituelle et réprime toutes les attitudes défaitistes qu'il rencontre. À un officier de l'état-major qui se plaint des pénuries de carburant et d'équipement, il répond : « si vous avez besoin de quelque chose, prenez-le aux Américains, ». Il reste cependant parfaitement conscient de l'importance de l'opération et de son issue la plus probable. Lorsque le colonel Friedrich August von der Heydte, ayant reçu l'ordre de mener une opération de parachutage dans le cadre de l'offensive, lui déclare que le saut n'a pas plus de 10 % de chances de succès, Model répond qu'« alors cette tentative est nécessaire car l'ensemble de l'offensive n'a pas plus de 10 % de chances de réussite. Cela doit être fait car cette offensive est la dernière possibilité de terminer la guerre avec des termes favorables, ».
L'opération est lancée le 16 décembre 1944 et les Alliés sont d'abord repoussés mais les Allemands manquent de couverture aérienne, de troupes expérimentées et surtout de carburant. La 6e armée blindée rencontre une forte résistance et, si la 5e armée parvient à réaliser une profonde percée dans les lignes alliées, Model ne réussit pas à exploiter le succès initial. Les Allemands échouent à prendre le contrôle de l'important nœud routier de Bastogne. Associé au mauvais temps et au terrain difficile, cet échec empêche la progression allemande et l'offensive s'arrête le 25 décembre 1944 avant d'être abandonnée le 8 janvier 1945.

### Défaite dans la Ruhr

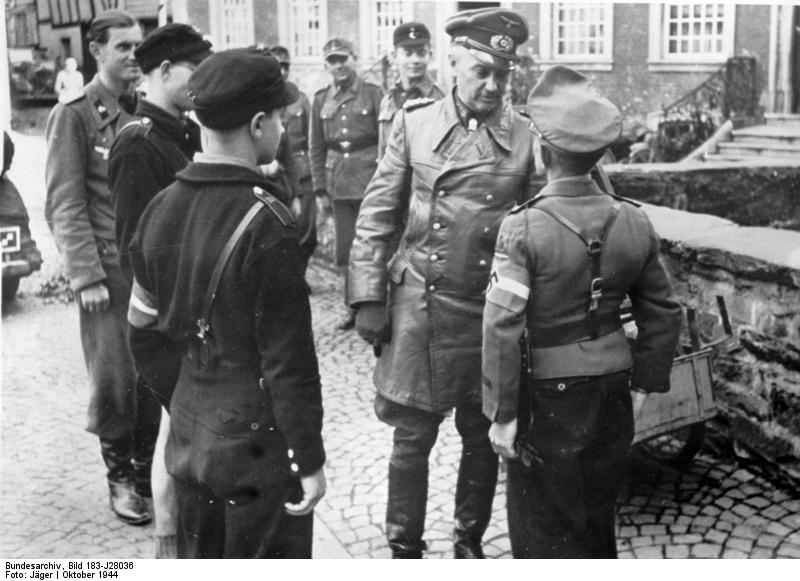
Model discute avec des adolescents des Jeunesses hitlériennes en octobre 1944 en Allemagne.

L'échec de l'opération Wacht am Rhein marque la fin de la relation privilégiée de Model avec Hitler qui, le 21 janvier 1945, assume le commandement personnel de toutes les divisions du groupe d'armées B. Se replier sur le Rhin est interdit et le groupe d'armées reçoit l'ordre de tenir ses positions.
Toujours responsable d'armées sur le front de l'Ouest, Model se signale par des discours et des ordres du jour de nature à inciter ses troupes à se battre jusqu'au bout, suggérant à ses officiers de montrer l'exemple, y compris en se faisant tuer si nécessaire. Dans le même temps, il ordonne les plus sévères représailles contre les civils qui s'opposent à la continuation des combats.
Au milieu du mois de mars, Model est repoussé dans la Ruhr après que les Alliés ont franchi le Rhin par le pont de Remagen. Le 1er avril, le groupe d'armées B est encerclé dans la Ruhr par les 1re et 9e armées américaines. Hitler déclare forteresse la région ordonnant, conformément au décret de mars 1944, une défense jusqu'au dernier homme, à la manière de ce qu'il avait demandé pour la défense de Stalingrad ; il ordonne également la destruction des industries pour empêcher leur capture par les Alliés mais Model ignore ces ordres,. En effet, il est sensible aux arguments utilisés par Speer et décide de ne pas appliquer ces ordres de terre brûlée. Cependant, la situation de ses unités est délicate, en partie en raison de la faiblesse de leur armement lourd, résiduel. Totalement encerclées à partir du 2 avril, elles devront être ensuite ravitaillées par les airs.
Attaquées le 4 avril, les unités confiées à Model sont rapidement dépassées et le 15 avril, les Alliés coupent la poche en deux. Le major-général Matthew Ridgway, à la tête du 18e corps aéroporté américain, presse alors Model de se rendre pour épargner la vie de ses hommes. Model répond qu'il est toujours lié par son serment à Hitler et que son sens de l'honneur de maréchal lui interdit de se rendre. De même, il s'oppose aux demandes de ses subordonnés d'examiner les propositions de reddition.
Impressionné par l'ordre d'Hitler d'emprisonner les familles des chefs militaires s'étant rendus il refuse de se rendre à la tête de son armée. Cependant, le 17 avril, il dissout son groupe d'armées, soit un effectif total de 317 000 soldats et officiers. Du fait de cette décision, les soldats les plus jeunes et les plus âgés sont libérés de leurs obligations militaires ; les autres disposent du choix entre « se rendre » ou « tenter une sortie ». En réalité, la 5e armée blindée a déjà déposé les armes et l'ensemble des forces allemandes dans la poche est en cours de désintégration. Le 20 avril, Joseph Goebbels, le ministre de la propagande allemande, qualifie les hommes du groupe d'armées B de traîtres, marquant ainsi la rupture finale entre Model et le régime nazi à l'agonie,.

### Suicide

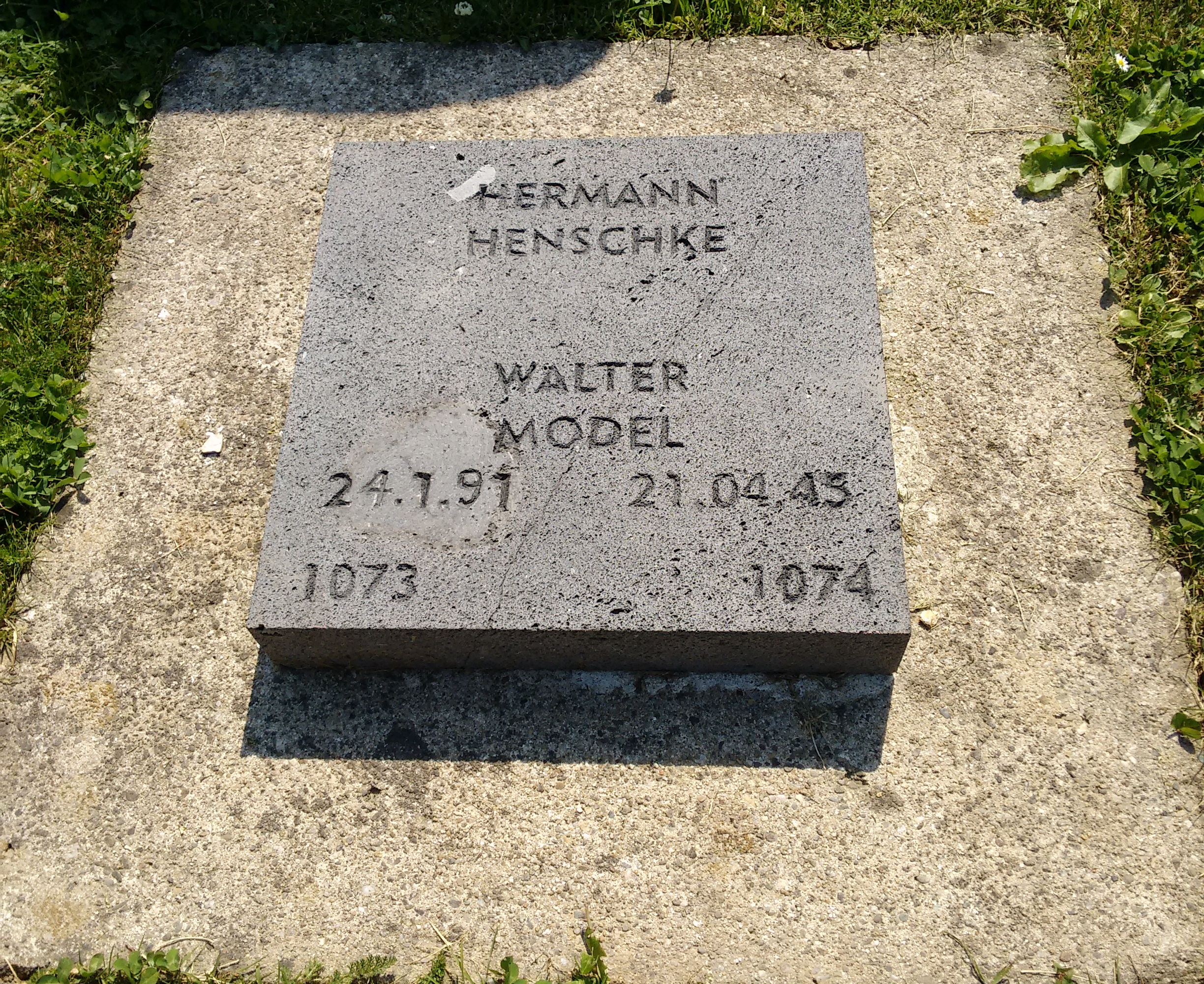
Tombe de Model dans le cimetière militaire de Vossenack, en bordure (côté est) de la forêt de Hürtgen, près d’Aix-la-Chapelle.

La décision de Model met un terme à la guerre pour ses hommes, mais lui-même a alors peu envie de survivre à la défaite. Avant de dissoudre son groupe d'armées, il déclare à ses assistants : « Que reste-t-il à un commandant dans la défaite ? Dans l’Antiquité, ils prenaient du poison, ». Il décide de se suicider quand il apprend son inculpation par les Soviétiques de crimes de guerre et de complicité dans la mort de 577 000 personnes dans les camps de concentration en Lettonie et la déportation de 175 000 autres comme travailleurs forcés,. Après avoir essayé sans succès de se faire tuer au combat, il se suicide en se tirant une balle dans la tête dans une zone boisée près de Ratingen le 21 avril 1945. Model est enterré sur le lieu de son suicide. Plus d'un observateur a rapporté sa lutte intérieure pour accepter le fait que la destruction de son armée était proche. Ainsi, son suicide aurait été perpétré moins pour une question d'honneur ou de crainte de vengeance soviétique que par incapacité à supporter la défaite finale,.
En 1955, son fils Hansgeorg, guidé par d'anciens officiers de son père, récupère sa dépouille afin de l'inhumer dans le cimetière militaire allemand de Vossenack (de) situé à l'orée de la forêt de Hürtgen, près d’Aix-la-Chapelle. Hansgeorg Model était officier de la division « Grossdeutschland » à la fin de la guerre ; après 1955, il a rejoint la Bundeswehr où il a terminé sa carrière en tant que Brigadegeneral.

## Évaluations

### Commandement
Model a toujours préféré commander en étant lui-même au front, comme Rommel, mais à la différence de ce dernier, il a été presque universellement détesté par ceux qui devaient travailler sous ses ordres. Lorsqu'il fut par exemple transféré au 41e corps de blindés en 1941, l'ensemble de son état-major demanda son transfert,. Grossier et injurieux, il avait également pour habitude d'intervenir dans les décisions de ses subordonnés dont il modifiait les plans sans les consulter ; il « court-circuitait » aussi la chaîne de commandement quand cela lui plaisait. Il ignorait les règles du protocole et réprimandait souvent ses officiers en public. Ses subordonnés du 41e corps de blindés l'affublèrent même du surnom de « Frontschwein » (« Cochon au Front »).
Model se montre un commandant dur, prêt à subir des pertes importantes pour stabiliser son front. Il pratiquait continuellement la scission de ses unités, au niveau des régiments ou des divisions. Son objectif était de toujours disposer de réserves suffisantes, à déployer aux endroits du front qui risquaient d'être percés. Du point de vue opérationnel, cela permettait à Model de remporter des succès défensifs qui n'auraient pas été possibles autrement. Selon l'historien Steve Newton, le déploiement de réserves stratégiques aux endroits du front où les combats étaient les plus violents constituait, pour Model, une manière de préserver les unités directement placées sous son commandement. Il reçut par exemple en renfort la division d'élite « Grossdeutschland » en septembre 1942 lorsque sa 9e armée s'opposait à l'offensive soviétique de l'opération Mars. Même si on lui avait demandé de ne pas scinder la division, Model la divisa néanmoins en bataillons et compagnies pour que ceux-ci soient déployés face aux percées soviétiques. Avec ce traitement, la division « Grossdeutschland » perdit près de 10 000 hommes sur un effectif total de 18 000 et semblait sur le point de se mutiner ; néanmoins Model considérait ces pertes acceptables car elles avaient ainsi évité celles qui auraient pu être infligées aux unités de la 9e armée. Il n'avait cependant pas pour pratique de traiter ses réserves comme de la simple « chair à canon ». Par exemple, au début de l'année 1942, le régiment « Der Führer » de la 2e division SS « Das Reich » fut réduit à une poignée d'hommes après plusieurs semaines de combats féroces ; cette fois-ci, il reçut d'importants renforts dont des canons de 88 mm, des pièces d'artillerie et des canons d'assaut Stug III ; et on a observé la présence quotidienne de Model sur le front pour évaluer les besoins à déployer pour repousser les attaques soviétiques,.

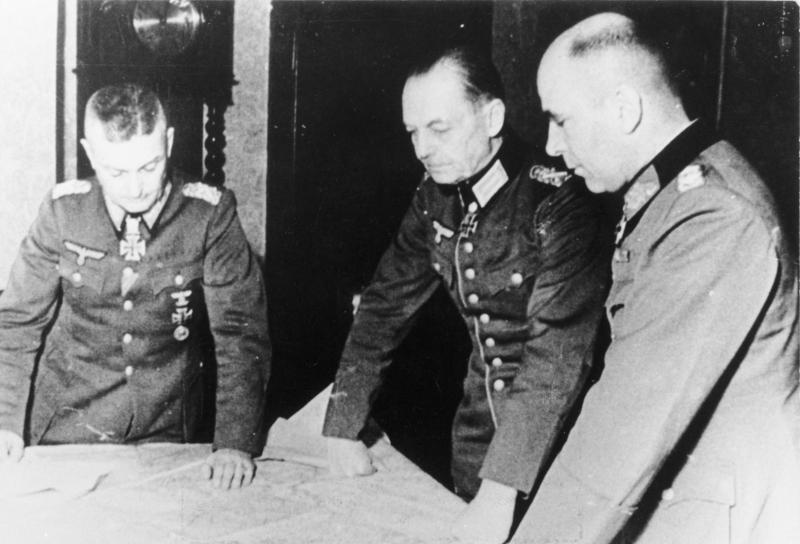
De gauche à droite : Walter Model, Gerd von Rundstedt et Hans Krebs en novembre 1944 lors de la préparation de l'offensive des Ardennes.

Dans la littérature, il a été avancé que Model n'était jamais parvenu à mener à bien une offensive. Il convient ici de mentionner que l'époque des offensives allemandes de grande envergure était révolue lorsqu'il atteignit les échelons supérieurs. À Rjev, au cours de contre-attaques, il parvint à plusieurs reprises à encercler et détruire des armées soviétiques. Les deux grandes opérations auxquelles Model participa, à Koursk et dans les Ardennes, avaient été déclenchées en dépit de ses nombreux avertissements. De plus, tout spécialiste des retraites doit également être capable d'attaquer avec succès. Le retrait du saillant de Rjev, d'une part, et ses actions improvisées au cours de la restauration du front de l'Ouest à l'automne 1944, d'autre part, constituent des exemples de replis qui ne se sont pas achevés en débâcles. Toutefois, l'affirmation selon laquelle il n'était pas un stratège est en partie vraie car souvent il ne se préoccupait pas des zones sur lesquelles il n'exerçait pas un commandement, mais, à sa décharge, il est utile de rappeler que la structure de commandement du IIIe Reich empêchait tout officier général d'avoir une vue d'ensemble de la situation.
Model possédait un excellent esprit tactique, en particulier pour la défense, et un « extraordinaire talent d'improvisation ». Mais sa virtuosité tactique se double d'un sens stratégique assez limité. À la tête de la 3e division de panzers, il fut un pionnier de l'utilisation des Kampfgruppen et, par la suite, ceux-ci devinrent largement utilisés par la Wehrmacht. Il avait une formidable mémoire et le sens du détail, ce qui lui permettait de s'imposer auprès de ses officiers d'état-major, y compris auprès des responsables de domaines spécialisés comme l'artillerie, les transports ou les transmissions.
Model, exigeant envers ses hommes, s'imposait à lui-même ces mêmes exigences ; il disait ainsi que « celui qui commande des troupes n'a pas le droit de penser à lui ». Ses visites sur le front n'ont peut-être pas amélioré l'efficacité opérationnelle de ses unités mais elles en ont dynamisé les hommes ; ces derniers avaient une meilleure estime de Model que de leurs propres officiers, car ils appréciaient aussi son franc-parler et son rejet de la bureaucratie. Alors qu'il avait le grade de général et commandait la 9e armée, Model aurait ainsi mené l'attaque contre une position soviétique à la tête d'un bataillon, le pistolet à la main,. Même s'ils détestaient sa personnalité, ses collègues respectaient son habileté tactique et sa volonté de fer. Guderian le considérait comme le meilleur choix pour commander le groupe d'armées Centre lors de l'opération Bagration et le journal de la 9e armée confirmait, en prévision de l'arrivée de Model au quartier-général de Minsk : « l'annonce de l'arrivée du maréchal Model est accueillie avec satisfaction et confiance ».

### Relations avec Hitler
Avant la guerre, Model ne s’intéresse pas à la politique et se concentre sur les questions militaires. Il devient cependant l'un des maréchaux de la Wehrmacht le plus étroitement associé avec Hitler. Certains historiens l'ont qualifié d'« aveuglément loyal » ou de « disciple zélé » d'Hitler. D'autres, de manière plus nuancée, le considèrent comme un opportuniste froid et calculateur qui tentait de manipuler le Führer à son avantage.
Model était l'un des rares généraux allemands issu de la classe moyenne et son parcours plaisait à Hitler qui se méfiait de l'ancienne aristocratie prussienne qui dominait encore le corps des officiers de la Wehrmacht. Sa volonté, son énergie et son caractère impitoyable étaient également des qualités appréciées d'Hitler.
Dans un incident connu, le chef d'état-major du groupe d'armées Centre informa Model, le 19 janvier 1942, qu'Hitler avait décidé que plusieurs unités blindées devaient être gardées en réserve pour s'opposer à une possible offensive soviétique plutôt que de participer à une contre-attaque imminente. Model se rendit donc de Rjev à Viazma par un blizzard terrible pour monter à bord d'un avion à destination de la Prusse-Orientale. Contournant son supérieur immédiat, le maréchal Günther von Kluge, il souhaitait avoir une confrontation personnelle avec Hitler. Il commença par exposer ses raisons à la manière dépassionnée d'un officier supérieur, mais le Führer semblait indifférent à sa logique. Model demanda alors abruptement à Hitler, « Mein Führer, qui commande la 9e armée, vous ou moi ? » Stupéfait par l'attitude de son nouveau commandant d’armée, Hitler essaya de trouver une solution favorable aux deux hommes, mais Model n'était toujours pas satisfait. Hitler finit par répondre exaspéré, « faites comme bon vous semble mais ce sera à vos risques et périls, ». Selon la transcription des monologues d'Hitler, ce dernier déclara dans la nuit, « Je me méfie des officiers qui ont des esprits trop théoriques. J'aimerais savoir ce que deviennent leurs théories au moment de l'action ». Il déclara également au Reichsführer-SS Heinrich Himmler que lorsqu'un officier est « compétent, il doit recevoir les prérogatives correspondantes à ses capacités ».
Les deux principales raisons de ses bonnes relations avec le Führer sont l'absence de contestation sur les questions politiques et la volonté d'éviter de remettre en cause en public les ordres d'Hitler.
Aidé par ses succès défensifs, il gagna la pleine confiance de Hitler qui le qualifiait de « [son] meilleur maréchal » et (après l'opération Bagration) de « sauveur du front de l'Est ». Model disposait ainsi d'une marge de manœuvre qu'aucun autre général ne possédait. Il ignorait, s'opposait ou outrepassait les ordres qu'il jugeait mauvais. À Rjev et Orel, il fit construire des fortifications malgré l'interdiction et son emploi de la tactique « Bouclier et Épée » avec le groupe d'armées Nord se révéla une simple couverture pour un repli organisé. Ses relations avec ses supérieurs étaient marquées par la dissimulation et ses rapports étaient souvent très différents de ce qui s'était réellement passé. Alors que les autres généraux qui s'opposaient à Hitler étaient généralement limogés, la réputation de Model resta intacte tant qu'il produisait des résultats.

### Nazisme
La plupart des officiers ayant travaillé avec Model le considéraient comme un nazi. Il demandait fréquemment à ses troupes d'avoir foi au Führer et de défendre les valeurs du national socialisme. Il accepta la proposition du général SS Hermann Fegelein de nommer un officier SS comme son assistant et il nomma un Nationalsozialistischer Führungsoffizier (sorte de commissaire politique nazi) au sein du groupe d'armées B, un poste qui était vacant à son arrivée. Certains le qualifiaient de flagorneur du fait de son habitude de répéter les ordres du Führer, même s'il ignorait souvent ces derniers,.
Dans le même temps, il entretient de bonnes relations avec les cadres dirigeants du NSDAP, se rapprochant de Goebbels à partir de 1943, avec divers organismes liées au parti nazi.
À la suite du complot du 20 juillet 1944, Model est le premier officier supérieur à réaffirmer sa loyauté à Hitler. Il refuse néanmoins de livrer à la Gestapo le général Hans Speidel, son chef d'état-major au groupe d'armées B et membre influent du complot. Model connaissait les idées politiques de Speidel, de même que ses prédécesseurs dans le groupe d'armées B, Rommel et Kluge. Comme eux, il couvrit Speidel aussi longtemps que possible tout en évitant les discussions compromettantes,.
Sur le front de l'Est, Model ne s'opposa pas aux exactions de la SS contre les civils dans les zones sous son commandement et il supervisa plusieurs opérations anti-partisans à la tête de la 9e armée. Ces opérations, menées conjointement par la SS et la Wehrmacht, étaient sanglantes mais pas inhabituelles selon les standards des troupes allemandes sur le front de l'Est. Cela et les sévères politiques de la terre brûlée qu'il appliqua durant ses retraites poussèrent l'Union soviétique à le qualifier de criminel de guerre.
Malgré cela, il refuse de détacher des troupes pour réprimer l'insurrection de Varsovie, confiée à la SS car il considère que cela regarde l'arrière du front et non ses hommes. Il ajoute que la révolte est liée aux mauvais traitements infligés par les nazis à la population polonaise et que l'armée n'a rien à y faire. Il ne montre cependant aucune hésitation en ordonnant le nettoyage des faubourgs de Praga et de Saska Kępa de toute présence insurgée : en effet, par ces faubourgs transitaient des voies de ravitaillement vitales pour les unités placées sous sa responsabilité.
Il a été avancé que la meilleure explication du comportement de Model n'est pas qu'il ait été un fervent nazi, mais plutôt un militariste autoritaire, qui avait dédié sa vie à l'armée, et qui voyait en Hitler le dirigeant fort dont l'Allemagne avait besoin. Cela caractérisait la plupart des officiers allemands mais dans le cas de Model, cette idée était accompagnée d'une volonté cynique de soutenir le régime nazi pour réaliser ses propres objectifs, quitte à s'éloigner de l'image du soldat apolitique.

## Résumé de sa carrière militaire
Entre parenthèses, sont mentionnés les grades équivalents en France, dans l'armée de terre.
| Fahnenjunker             | (élève-officier)                                                                 | 27 février 1909   |
| Fähnrich                 | (aspirant)                                                                       | 19 novembre 1909  |
| Leutnant                 | (sous-lieutenant)                                                                | 22 août 1910      |
| Oberleutnant             | (lieutenant)                                                                     | 25 février 1915   |
| Hauptmann                | (capitaine)                                                                      | 18 décembre 1917  |
| Major                    | (commandant)                                                                     | 1er octobre 1929  |
| Oberstleutnant           | (lieutenant-colonel)                                                             | 1er novembre 1932 |
| Oberst                   | (colonel)                                                                        | 1er octobre 1934  |
| Generalmajor             | (général de brigade)                                                             | 1er mars 1938     |
| Generalleutnant          | (général de division)                                                            | 16 mars 1940      |
| General der Panzertruppe | (général de corps d'armée, dans l'arme blindée)                                  | 26 octobre 1941   |
| Generaloberst            | (général d'armée)                                                                | 28 février 1942   |
| Generalfeldmarschall     | (grade inexistant en France, à rapprocher du grade vacant de maréchal de France) | 30 mars 1944      |

## Décorations
- Croix de fer (1914) 2e classe le 20 septembre 1914
- Ordre du Mérite militaire (Bavière) 4e classe avec glaives le 29 mars 1915
- Croix de fer (1914) 1re classe le 19 octobre 1915
- Croix de chevalier de l'ordre royal de Hohenzollern avec glaives le 26 février 1917
- Croix du Mérite militaire (Mecklembourg-Schwerin) 2e classe le 22 novembre 1917
- Croix du Mérite militaire (Autriche) 3e classe avec décorations militaires le 22 novembre 1917
- Étoile de Gallipoli le 22 novembre 1917
- Insigne des blessés (1918) en noir le 27 août 1918
- Croix d'Espagne le 31 mai 1939
- Agrafe de la croix de fer 2e classe le 22 septembre 1939
- Agrafe de la croix de fer 1re classe le 2 octobre 1939
- Insigne de combat des blindés en argent le 29 août 1941
- Insigne des blessés (1939) en or le 25 mai 1942
- Médaille du front de l'Est le 15 juillet 1942
- Croix de chevalier de la croix de fer avec feuilles de chêne, glaives et brillants
  - Croix de chevalier le 9 juillet 1941
  - 74e feuilles de chêne le 17 février 1942
  - 28e glaives le 2 avril 1943
  - 17e brillants le 17 août 1944
- Mentionné dans la revue Wehrmachtbericht les 21 février 1942, 3 septembre 1943, 5 août 1944 et 19 avril 1945[120]